# Провстгор, Оливер
О́ливер Про́встгор Ни́льсен (дат. Oliver Provstgaard Nielsen; род. 4 июня 2003, Вайле) — датский футболист, защитник клуба «Лацио».

## Клубная карьера
Провстгаард — воспитанник клубов «Бредбалле» и «Вайле». 14 апреля 2022 года в матче против «Оденсе» он дебютировал в датской Суперлиге в составе последних. По итогам сезона клуб вылетел в Первую лиге Дании. 29 октября в поединке против «Нюкёбинга» Оливер забил свой первый гол за «Вайле». По итогам сезона игрок помог клубу вернуться в элиту. 